# Сан-Бьяджо-делла-Чима
Сан-Бьяджо-делла-Чима (итал. San Biagio della Cima) — коммуна в Италии, располагается в регионе Лигурия, в провинции Империя.
Население составляет 1263 человека (2008 г.), плотность населения составляет 275 чел./км². Занимает площадь 5 км². Почтовый индекс — 18036. Телефонный код — 0184.
Покровителем коммуны почитается священномученик Власий Севастийский, празднование 3 февраля.

## Демография
Динамика населения:

## Города-побратимы
- Кам-ла-Сурс, Франция (2005)

## Администрация коммуны
- Официальный сайт: